# Александровка (Акимовский район)
Алекса́ндровка (укр. Олександрівка) — село,
Владимировский сельский совет,
Акимовский район,
Запорожская область,
Украина.
Код КОАТУУ — 2320380803. Население по переписи 2001 года составляло 379 человек .

## Географическое положение
Село Александровка находится на правом берегу реки Малый Утлюк,
выше по течению на расстоянии в 3,5 км расположен пгт Акимовка,
ниже по течению на расстоянии в 5 км расположено село Юрьевка,
на противоположном берегу — село Владимировка.
Рядом проходит железная дорога, станция Акимовка в 2,5 км.

## История
- 1862 — дата основания.

## Известные люди
- Буюклы Антон Ефимович (1915-1945) — Герой Советского Союза, родился в селе Александровка.